# 山口寛雄
山口 寛雄（やまぐち ひろお、1976年3月30日 - ）は、日本のベーシスト、作詞家、作曲家、編曲家、音楽プロデューサー。長崎県出身、血液型A型、身長187cm。愛称は「ヒロくん」。SCOOP MUSIC所属。

## 人物
バンド「100s」や「THE UNCOLOURED」、「小谷美紗子trio」のメンバーとしての活動の他、ベーシストとして柴咲コウ、コブクロ、ポルノグラフィティ、斉藤和義、大塚愛、レキシ、錦戸亮、椎名林檎など様々なアーティストのライブやツアー、レコーディングに参加するなど幅広く活動している。サポートに入る場合は玉田豊夢と行動を共にすることが多い。
また2002年のFolder5のシングル「Magical Eyes」から作曲活動も始め、EXILE、斉藤和義、乃木坂46、渡辺美里、BoA、V6、Kis-My-Ft2らに楽曲を提供。2007年には作曲で参加した倖田來未の「Moon Crying」「夢のうた」が第48回日本レコード大賞金賞と第21回日本ゴールドディスク大賞シングル・オブ・ザ・イヤーを受賞。

## 来歴
幼少の頃から様々な楽器に触れる。親の勧めにより3歳からヴァイオリンを始め、5歳でピアノ、12歳でドラムを始める。18歳でベースに出会う。
1996年より、レコーディング、ライブ等のセッション・ミュージシャンとして活動開始。
2001年、ROCK IN JAPAN FESTIVAL 2001に、シンガーソングライターの中村一義のステージにそのサポートメンバーとして初参加。その時のバックバンドのメンバーで、中村をボーカリストとするバンド・100sを結成。
2002年、Folder5のシングル「Magical Eyes」で作曲家デビュー。
2003年、尾崎勇一とのユニット、THE UNCOLOUREDでデビュー。
2004年、100sがシングル2枚を発表し、本格的に活動を開始する。
2005年、アルバム製作などに参加したシンガーソングライターの小谷美紗子と同じ100sのメンバーである玉田豊夢と共に、小谷美紗子Trioを結成。

## 参加グループ
100s
中村一義 (Vo)、池田貴史 (Key)、町田昌弘 (Gt)、小野眞一 (Gt)、山口寛雄 (Bs)、玉田豊夢 (Drs)からなるバンド。
THE UNCOLOURED
尾崎勇一（vo, prog）、山口寛雄（b, prog）の二人のクリエイターによるユニット。
小谷美紗子Trio
小谷美紗子 (Vo&Apf)、玉田豊夢 (Dr)、山口寛雄 (Ba)によるピアノ・ドラム・ベースのトリオ編成のバンド。

## ディスコグラフィー

### THE UNCOLOURED
|     | 発売日         | タイトル       | 規格    | 規格品番       | レーベル          | 備考                                   |
| --- | -------------- | -------------- | ------- | -------------- | ----------------- | -------------------------------------- |
| 1st | 2003年10月22日 | AFTER THE RAIN | CCCD    | VVCL-1         | The Music Council |                                        |
| 2nd | 2004年1月21日  | SMILE          | CCCD    | VVCL-5         | The Music Council |                                        |
| 3rd | 2004年6月23日  | 起きないあいつ | CCCD CD | VVCL-9 VVCL-30 | The Music Council | 「FAN TAN feat. The Uncoloured」名義。 |

|     | 発売日         | タイトル | 規格 | 規格品番 | レーベル          |
| --- | -------------- | -------- | ---- | -------- | ----------------- |
| 1st | 2003年12月17日 | ONE      | CD   | VVCL-2   | The Music Council |

## 楽曲提供・編曲・プロデュース
蒼井翔太
- 「願い星」（作曲）

aki
- 「淡い風吹けば」（作曲）

天野浩成
- 「コーヒー」（作曲）

有安杏果
- 「サクラトーン」（編曲）
- 「虹む涙」（編曲）
- 「Runaway」（編曲）
- 「ナツオモイ」（編曲）

井口裕香
- 「Everything」（作曲）

泉沙世子
- 「手紙」（作曲）

伊藤かな恵
- 「雨のちスピカ」（作曲・編曲）

伊藤由奈
- 「Pureyes」（作曲・共編曲）（編曲は中野定博と共作）
- 「Kiss me」（作曲・共編曲）（編曲は陶山隼と共作）

w-inds.
- 「TRIAL」（作曲）
- 「遠い記憶」（華原大輔と共作曲）

EXILE
- 「Eternal...」（作曲）
- 「運命のヒト」（作曲）
- 「real world」（作曲）
- 「HEART of GOLD」（作曲）
- 「YES!」（作曲）
- 「手紙」（作曲）
- 「イノチの理由」（作曲）

EXILE TAKAHIRO
- 「抱きしめたい」（作曲）

大塚愛
- 「Re:NAME」（大塚愛と共編曲・ベース）
- 「Hello me」（大塚愛と共編曲・ベース）
- 「モアモア」（大塚愛と共編曲・ベース）
- 「フフフ」（大塚愛と共編曲）

ODATOMO
- 「木立を抜ける風のように」（作曲・共編曲）（編曲は陶山隼と共作）

OLIVIA
- 「a little pain」（作曲）

ON/OFF
- 「GO∞2」（作曲）

加治ひとみ
- 「アイズ」（作曲）

Kis-My-Ft2
- 「祈り」（作曲）

北出菜奈
- 「挑発ガール」（共作曲・編曲）（作曲は町田昌弘と共作）
- 「悲しみのキズ」（作曲）
- 「キスをください」（作曲）
- 「アントワネットブルー」（作曲・編曲）
- 「Wish in the blood」（作曲・編曲）

工藤静香
- 「Lotus 〜生まれし花〜」（共作詞・作曲）（作詞は愛絵理と共作）
- 「雨夜の月に」（作曲）

倖田來未
- 「m・a・z・e」（作曲）
- 「Through the sky」（共作詞・作曲）（作詞は倖田來未と共作）
- 「夢のうた」（作曲）
- 「ふたりで…」（作曲）
- 「walk 〜to the future〜」（編曲・ベース）
- 「Rain」（作曲）
- 「Talk to you」（作曲）

- 「Moon Crying」（作曲）

GOLF&MIKE
- 「恋人」（作曲）

小山翔吾
- 「今すぐに逢いにゆくから」（作詞・作曲）

斉藤和義
- 「攻めていこーぜ!」
- 「天使の猫」（斉藤和義と共作曲・共編曲）

さくら学院
- 「Magic Melody」（作曲）

SATTIN
- 「ターゲット」（作曲）

surface
- 「Trigger Finger」（椎名慶治、永谷喬夫、戸谷誠と共編曲）
- 「情熱マイソウル」（椎名慶治、永谷喬夫と共編曲）
- 「キミスター★」（椎名慶治、永谷喬夫と共編曲）
- 「焔の如く」（椎名慶治、永谷喬夫、戸谷誠、佐藤大輔と共編曲）

紗羅マリー
- 「一期一会」（作曲）

椎名慶治
- 「I Love Youのうた」（椎名慶治と共作曲・共プロデュース）
- 「I」（椎名慶治と共作曲・共編曲・共プロデュース）
- 「I & key EN」（椎名慶治と共作曲・共編曲など）
- 「RABBIT-MAN」（椎名慶治と共作曲・共編曲・共プロデュース）
- 「S」（椎名慶治と共作曲・共編曲）
- 「MY LIFE IS MY LIFE」（共作曲・共編曲・共プロデュース）（作曲は椎名慶治と共作曲、編曲は椎名慶治、松ヶ下宏之、新井弘毅、磯貝サイモンらと共作）

SHU-I
- 「Kiss My Life」（共作詞・作曲）（作詞は木下智哉と共作）

JUNO
- 「その髪も 指も 唇も...」（作曲）

JONTE
- 「千の涙」（作曲）
- 「Voice」（作曲）
- 「軌跡」（作曲）

私立恵比寿中学
- 「なないろ」（池田貴史と共編曲・ベース・キーボード）

Skoop On Somebody
- 「君になる」（作曲）

ZERO
- 「アイシテルの言葉」（ZEROと共作曲）
- 「夢の中なら好きと言えるのかな?」（椎名慶治と共作曲）

Sonmi
- 「Missing You」（作曲）

橘慶太
- 「キャンドル」（作曲）

タッキー&翼
- 「風」（作曲）

玉置成実
- 「Happiness」（共作詞・作曲・編曲）（作詞は古屋真と共作）
- 「Promise」（共作詞・作曲）（作詞は六ツ見純代と共作）

DEEP
- 「約束の場所」（作曲）
- 「JOY」（作曲）

D☆DATE
- 「DAY BY DAY」（作曲）
- 「Hello Hello」（共作詞・作曲）（作詞はアタネガクと共作）
- 「See you later... Good night」（作曲）

TRAX
- 「Find The Way」（作曲）

Trignal
- 「愛しさのコントラスト」（作曲・共編曲）（編曲は陶山隼と共作）

DRM
- 「肩越しの風景に」（作曲）

名取香り
- 「Darling」（作曲）

Negicco
- 「ねぇバーディア」（池田貴史と共編曲・ベース）

HIGH and MIGHTY COLOR
- 「Dreams」（HIGH and MIGHTY COLORと共編曲）

パク・ヨンハ
- 「砂浜letters」（共作詞・作曲）（作詞はSatomiと共作）

春奈るな
- 「サイレントカラーズ」（作曲）

BeepSpree
- 「farewell」（作曲）
- 「輝 - ヒカリ」（作曲）
- 「希 - nozomi」（作曲）

日向坂46
- 「愛のひきこもり」（作曲）

V6
- 「メジルシの記憶」（作曲・編曲・ベース）
- 「way of life」（作曲）
- 「キミヘノコトバ」（作曲）
- 「レッツゴー6匹」（池田貴史と共編曲）

Folder5
- 「Magical Eyes」（作曲）
- 「Precious Love」（作曲・編曲・ベース）

福原美穂
- 「ひまわり」（福原美穂と共作曲）
- 「HANABI SKY」（共作曲・編曲・プロデュース）（作曲は福原美穂と共作）
- 「I Wish I Was A Punk Rocker (With Flowers In My Hair)」（朝三憲一と共編曲）
- 「LET IT OUT」（福原美穂と共作曲・ベース）
- 「BEN」（福原美穂、中村優規、朝三憲一と共編曲）
- 「Cry No More」（福原美穂と共作曲）
- 「未来-ミライ-」（福原美穂と共作曲）
- 「KISS THE SKY」（作曲・ベース）
- 「雪の光」（福原美穂と共作曲）

藤木直人
- 「君は友達」（作曲）
- 「VOICE LINK」（作曲）

Priere
- 「Capsule」（作曲・ベース）

BoA
- 「Your Color」（作曲）
- 「まもりたい 〜White Wishes〜」（作曲）

堀未央奈
- 「冷たい水の中」（作曲）

松尾太陽
- 「mellow.P」（編曲・プログラミング&ベース）
- 「The Brand New Way」（ベース）
- 「掌」（松尾太陽と共同作曲・編曲・プログラミング&ベース）
- 「Sorrow」（ベース）
- 「Hello」（作曲・ベース）
- 「Magic」（ベース）
- 「ハルの花」（松尾太陽と共同作曲・編曲）
- 「起承転々」（作曲）

Myuk
- 「ひとりじゃないよ」（作曲）

Mebius
- 「夢のカケラ」（作曲）

安岡優
- 「あなたのせいさ」（作曲）

U-KISS
- 「Distance...」（作曲）
- 「Believe」（作曲）
- 「PASSAGE」（作曲）
- 「Spring Rain」（作曲）

有里知花
- 「手のひら」（作曲）

ユン・サンヒョン
- 「君に届くまで歌うLOVE SONG」（作曲）

吉村まさみ
- 「Delight of my love」（作曲）

Love
- 「I wish you」（作曲）
- 「君のために僕ができること」（作曲）
- 「大切なキモチ」（作曲）

Les.R
- 「恋の魔法」（作曲）

Lead
- 「Dear」（作曲）

RUMI
- 「ビンタ」（作曲）

レキシ
- 「ザ・プライベート・ソウル・ショー」（共編曲・プログラミング・共プロデュース・ベース）（編曲とプロデュースはレキシと共同）

渡辺美里
- 「あしたの空」（作曲・ベース）

### アニメ・ゲームソング
カレイドイヴ
- 「FIND MY MIND」（作曲）

さばげぶっ!
- 「Fashionable Passion」（作曲）

ダンボール戦機
- 「ぼくたちのウォーズ」（作曲）

遙かなる時空の中でシリーズ
- 遙かなる時空の中で -八葉抄-
  - 「flowin' 〜浮雲〜」（共作詞・作曲・編曲）（作詞は加奈弓と共作）

## レコーディング/ライブサポート
※特記以外は全てベースでの参加。
- 青山テルマ
- AZU
- 嵐
- 有安杏果
- 今井美樹
- 伊藤由奈
- 石井竜也
- 井手綾香
- 宇多田ヒカル
- ウカスカジー
- EXILE
- EXILE ATSUSHI
- EXILE TAKAHIRO
- Every Little Thing
- 大塚愛
- 大橋卓弥（スキマスイッチ）
- 大森靖子
- 柏木由紀
- 小谷美紗子
- GAKU-MC
- 関ジャニ8
- 菅野祐悟
- girl next door
- Kis-My-Ft2
- クラムボン
- 栗林みな実
- 杏子
- 熊木杏里
- 黒沢健一
- K
- KOKIA
- コブクロ
- ゴスペラーズ
- こだまさおり
- 小南泰葉
- D☆DATE
- 斉藤和義
- 椎名慶治
- 椎名林檎
- 三代目 J SOUL BROTHERS from EXILE TRIBE
- 住岡梨奈
- スネオヘアー
- 菅原紗由理
- SPANOVA
- SMAP
- さかいゆう
- スガシカオ
- Skoop On Somebody
- JAY'ED
- SUPER☆GiRLS
- sumika
- 玉城千春
- テゴマス
- DEEP
- 土屋アンナ
- 堂島孝平
- トミタ栞
- Jazztronik
- JUJU
- 中村一義
- 南波志帆
- NIKKE
- ナオト・インティライミ
- 南壽あさ子
- MiChi
- 舞花
- My Little Lover
- まきちゃんぐ
- 茉奈 佳奈
- 秦基博
- ポルノグラフィティ
- Bluem of Youth
- 古内東子
- 藤木直人
- BoA
- Fayray
- 宮本浩次
- mink
- miwa
- 矢野まき
- 山下智久
- YUKI
- 吉田山田
- 渡辺美里

### レコーディング参加
藍井エイル
- 「ラピスラズリ」
- 「翼」

絢香
- 「にじいろ」
- 「Sky」
- 「Have fun!!」
- 「No end」

新垣結衣
- 「WALK」

嵐
- 「Hey Yeah!」
- 「風雲」
- 「光」

有安杏果
- 「裸」
- 「心の旋律」
- 「サクラトーン」
- 「虹む涙」
- 「Runaway」
- 「ナツオモイ」

安藤裕子
- 「林檎殺人事件」

いきものがかり
- 「ブルーバード」
- 「月とあたしと冷蔵庫」

伊藤由奈
- 「Pureyes」

ウエンツ瑛士
- 「Awaking Emotion 8/5」

ウカスカジー
- 「春の歌」

宇多田ヒカル
- 「真夏の通り雨」

Aimer
- 「us」
- 「声色」

遠藤正明
- 「SPIRAL」
- 「ランナーズハイ」

大知正紘
- 「バルーン」
- 「ハリツケの街の季節」

大塚愛
- 「未来タクシー」
- 「Creamy & Spicy」
- 「Honey」（ウッドベース）
- 「甘えんぼ 〜Wedding〜」

大原櫻子
- 「マイ フェイバリット ジュエル」
- 「さよなら」

岡本玲
- 「Railroad Star」

小野大輔
- 「鳥の夢」

ON/OFF
- 「Butterfly」

柏木由紀
- 「miss you」

加藤ミリヤ
- 「最高なしあわせ」

girl next door
- 「ブギウギナイト」

北出菜奈
- 「挑発ガール」
- 「SUICIDES LOVE STORY」

喜多村英梨
- 「紋」

KinKi Kids
- 「Stay」
- 「手を振ってさよなら」
- 「恋涙」

栗林みな実
- 「ひとことだけの勇気」

コアラモード.
- 「大旋風」

倖田來未
- 「夢のうた」
- 「Alone」
- 「Stand by you」

こだまさおり
- 「シネマスカイ」

コブクロ
- 「奇跡」

斉藤和義
- 「マディウォーター」

坂本真綾
- 「Private Sky」

椎名林檎
- 「労働者」
- 「静かなる逆襲」
- 「走れゎナンバー」
- 「ありきたりな女」
- 「至上の人生」

柴咲コウ
- 「ANOTHER:WORLD」
- 「summer day」

嶋野百恵
- 「Hot Glamour -Original Flava-」
- 「狂おしく あなたに…」
- 「Prologue」
- 「Epilogue」

島袋寛子
- 「貝殻」

the generous
- 「Dream Star」

JUNNA
- 「Steppin´ Out」
- 「赤い果実」

私立恵比寿中学
- 「頑張ってる途中」
- 「U.B.U.」

スキマスイッチ
- 「Ah Yeah!!」
- 「星のうつわ」
- 「僕と傘と日曜日」
- 「リアライズ」

SCREEN mode
- 「極限Dreamer」
- 「Bloody Rain」
- 「One!」
- 「Naked Dive」
- 「Start Line」
- 「Red And Black」
- 「ROUGH DIAMONDS」
- 「Impact」

鈴村健一
- 「トハイヱ」
- 「コンパス」
- 「シンプルな未来」
- 「Landscaper」

SUPER☆GiRLS
- 「BELIEVE IN LOVE」

supercell
- 「君の知らない物語」

SPANOVA
- 「SPEAK LOUD」
- 「『yes』dedicated」
- 「サンシャインマン」
- 「Happy Days 〜通りに雨のように立つ〜」

SMAP
- 「イナクテサビシイ」

橘佳奈
- 「Three Years」

玉城千春
- 「Harmony+」
- 「Honey」
- 「Two Hats」

田村ゆかり
- 「Tomorrow」
- 「Endless Story」
- 「W;Wonder tale」
- 「チアガール in my heart」
- 「スパークリング☆トラベラー」
- 「Passion Error」
- 「純愛レッスン」
- 「恋と夢と空時計」
- 「パーティーは終わらない」

茅原実里
- 「逢いに行きたい」

delofamilia
- 「belle」
- 「wounded」

つるの剛士
- 「オリビアを聴きながら」
- 「レイニーブルー」
- 「愛をくれよ」

TK from 凛として時雨
- 「ear+f」
- 「an artist」

ときめき♡宣伝部
- 「ガンバ!!」

TRUE
- 「フロム」

AAA
- 「ハレルヤ」
- 「ハリケーン・リリ、ボストン・マリ」
- 「Winter lander!!」
- 「777 〜We can sing a song!〜」

中川翔子
- 「午前六時」
- 「涙星」

夏の魔物
- 「未来は僕等の風が吹く」

秦基博
- 「Rain」

伴都美子
- 「東京日和」
- 「Hum a Tune」
- 「manacles」
- 「チェリー」
- 「OH PRETTY WOMAN」

BENI
- 「さつきあめ」
- 「HOME SWEET HOME」
- 「Squall」

V6
- 「刹那的 Night」

福原美穂
- 「LET IT OUT」
- 「KISS THE SKY」
- 「Hard To Handle」

富士葵
- 「はじまりの音」

藤巻亮太
- 「ing」

Bluem of Youth
- 「ラストツアー 〜約束の場所へ〜」
- 「Yes, we are alone」

BoA
- 「LONG TIME NO SEE」

星村麻衣
- 「桜日和」
- 「瞬間、ストロボ。」
- 「お願い! 大逆転」

Buono!
- 「Take It Easy!」

ポルノグラフィティ
- 「むかいあわせ」
- 「オー!リバル」
- 「wataridori」
- 「バベルの風」

MAX
- 「あなたを想うほど」

美郷あき
- 「Life and proud」

Ms.OOJA
- 「JEWEL」

水樹奈々
- 「約束」
- 「FATE」
- 「Necessary」
- 「GLORIA」
- 「RODEO COWGIRL」
- 「Destiny's Prelude」
- 「NEVER SURRENDER」
- 「Higher Dimension」
- 「Knock U down」

宮﨑薫
- 「君と空」
- 「さよなら」
- 「Graduation From Me」

水瀬いのり
- 「READY STEADY GO」
- 「君色プロローグ」
- 「Shoo-Bee-Doo-Wap-Wap!」
- 「Step Up!」
- 「Catch the Rainbow!」

miwa
- 「Let me go」
- 「fighting-φ-girls」

moumoon
- 「リフレイン」
- 「don't wanna be」
- 「フォーエヴァー」
- 「ジェットコースター」
- 「I found love.」
- 「my Secret Santa」

May'n
- 「夜明けのロゴス」

MORISHIN
- 「僕の隣で」
- 「生きていこう」

安野希世乃
- 「I remember」

やなぎなぎ
- 「ラテラリティ」

Lisa Halim
- 「Say good bye」
- 「カナシイカケラ」

レキシ
- 「Good bye ちょんまげ」
- 「真田記念日」
- 「ええじゃないか」
- 「HiMiK」
- 「踊り念仏」
- 「和睦」
- 「兄じゃ I need you」
- 「きらきら武士」
- 「ペリーダンシング」
- 「どげんか遷都物語」
- 「ほととぎす」
- 「レキシ ト ア・ソ・ボ」
- 「妹子なぅ」
- 「狩りから稲作へ」
- 「大奥 〜ラビリンス〜」
- 「姫君Shake!」
- 「武士ワンダーランド」
- 「古墳へGO!」
- 「甘えん坊将軍」
- 「LOVE弁慶」
- 「墾田永年私財法」
- 「キャッチミー岡っ引きさん」
- 「年貢 for you」
- 「solt & stone」
- 「僕の印籠知りませんか?」
- 「憲法セブンティーン」
- 「ドゥ・ザ・キャッスル」
- 「アケチノキモチ」
- 「牛シャウト!」
- 「一休さんに相談だ」
- 「古今 to 新古今」
- 「やぶさめの馬」
- 「SHIKIBU」
- 「寺子屋FUNK」
- 「旧石器ベイベ」
- 「刀狩りは突然に」
- 「最後の将軍」
- 「大貧民（♠♣♥♦）」
- 「幸福論」

#### アニメ・ゲームソング
アトリエシリーズ
- シャリーのアトリエ 〜黄昏の海の錬金術士〜
  - 「みるいろの星」

うたの☆プリンスさまっ♪
- 「TRUE WING」

ご注文はうさぎですか?
- 「Daydream café」
- 「ノーポイッ!」
- 「セカイがカフェになっちゃった!」

此花亭奇譚
- 「春ウララ、君ト咲キ誇ル」
- 「雪華煌めく家路にて」

ジョジョの奇妙な冒険
- 「Great Days」

ノーゲーム・ノーライフ
- 「オラシオン」

ブレンド・S
- 「デタラメなマイナスとプラスにおけるブレンド考」（ブレンド・A）

未確認で進行形
- 劇伴

結城友奈は勇者である
- 「Aurora Days」

### ツアー・ライブ参加
- 絢香
- ポルノグラフィティ
- 斉藤和義
- 渡辺美里
- My Little Lover
- 今井美樹
- 大塚愛
- 小谷美紗子
- 柏木由紀
- コブクロ
- 椎名林檎
- 柴咲コウ
- TK from 凛として時雨
- miwa
- レキシ
- 有安杏果